# Olaf (dansk konge)
 "Olav/Ole den Frøkne" omdirigeres hertil. For sagnkongen Ole "den Frøkne", se Ole den Frøkne.
Denne side handler om den første historiske danske konge med navnet Olaf. For andre konger med navnet Oluf eller Olaf, se Oluf (flertydig).
Olaf (latin: Olaph) var dansk konge tidligt i 900-tallet efter Helge. De skriftlige kilder nævner ikke meget andet end navnet.

## Om Olaf
Adam af Bremen nævner – med den danske konge Svend Estridsen som kilde – at Olaf kom fra Sverige og erobrede kongemagten med våben.
Han havde ifølge Adam af Bremen sønnerne Gurd og Gnupa.
Ifølge de danske middelalderlige annaler var Gurd dog en søstersøn (eller nevø) til Olaf, og Gnupa/Chnob/Knud omtales slet ikke i disse annaler (i hvert fald ikke under nogle af disse navne), så det er ikke muligt at verificere et slægtskab mellem Olaf og Gnupa.
Måske har hans aktiviteter været rettet mod øst, mod Rusland og mod slaveeksport til de arabiske lande[kilde mangler].